# Église Saint-Saturnin de Canillo
L'église Saint-Saturnin (catalan : església de Sant Serni) est l'église paroissiale de Canillo, en Andorre. Elle est de style roman et baroque, reconstruite au XVIIe siècle sur une église du XIIe siècle. L'édifice est classé Bé d'interès cultural par l'État andorran.

## Historique
L'église, romane à l'origine, fut construite avant la deuxième moitié du XIIe siècle, comme le montrent les restes de l'ancienne construction romane encore conservés à l'extérieur, même s'il ne reste presque rien de l'église bâtie à cette époque. Un fragment du mur de l'abside est encore visible dans la partie extérieure du mur sud de l'église actuelle.
L'église a été agrandie à l'époque baroque, aux XVIIe et XVIIIe siècles, et c'est grâce à ces interventions qu'elle a acquis son aspect actuel. Le clocher-tour aurait été construit à cette époque-là. 
Lors des travaux de restauration de 2009, des restes archéologiques ont été on découvert dans le sous-sol de la nef. Il pourrait s'agir de structures de la construction originale du XIIe siècle ou d'un temple antérieur à l'église romane. Actuellement, on peut voir ces restes depuis le plancher de la nef centrale à travers une vitre. En plus des structures, une série de tombes allant du VIIe au XVIIIe siècle ont été trouvées.

## Description

### Situation et extérieur
L'église se situe au pied du Roc del Quer qui surplombe au nord la ville de Canillo. Elle mesure environ 30 mètres de long d'est en ouest et 10 mètres de large. Un mur périmétral qui marque les limites du cimetière entoure l'église.
L'église est à plan rectangulaire avec une abside carrée, avec des chapelles latérales, un chœur et une toiture à deux versants. La porte possède un arc en plein cintre, avec de grands voussoirs et des impostes, elle est ouverte vers le sud, au bout de la nef. Sur le parement du sud, on peut observer deux contreforts et des trous pour les échafaudages. À l'entrée de l'église se trouvent des fonts baptismaux qui servent aujourd'hui de fontaine.
Du haut de ses 28,5 mètres de hauteur, le clocher-tour est le plus haut d'Andorre. Le clocher est une structure adossée, placée du côté sud. Il est à plan carré et composé de trois étages avec des fenêtres munies d'arcs en plein cintre et de meurtrières. La toiture est en chevrons en bois et en ardoises disposés à quatre versants.

### Intérieur
La nef, avec un plancher en bois, conserve encore une partie du mobilier et le chœur en bois d'époque baroque (XVIIe – XVIIIe siècle). Le mur sud contient deux chapelles avec deux autels. 
L'église conserve un Christ de style gothique populaire de la fin du XIVe siècle, en bois polychrome.
Le retable du maître autel, dédié à saint Sernin, évêque de Toulouse, date de la deuxième moitié du XVIIe siècle. La fabrication du retable principal de Canillo réunit les deux maîtres importants des retables andorrans du XVIIe siècle : le peintre, connu comme le Maître d'Ansalonga, qui y a travaillé entre 1650 et 1655 et est considéré l'auteur des retables principaux de Saint-Michel d'Ansalonga, Saint-Pierre d'Aixirivall, Saint-Armengol de l'Aldosa, Saint-Étienne de Bixessarri et Saint-Martin de la Cortinada, ainsi que des retables de saint Martin de Saint-Saturnin de Canillo et de saint Germain à Sant Julià de Lòria, de la grande toile de Saint-Pierre del Tarter et du portrait de saint Armengol de la maison d'Areny-Plandolit et le sculpteur (anonyme) du retable principal d'Escaldes, dont l'atelier travaillait sur le retable de Canillo en 1651.
Dans la chapelle la plus proche du maître autel, il y a des fonts baptismaux d'époque indéfinie, placés à l'origine dans une petite pièce carrée sous le chœur de l'église et déplacés en 2001. Cette chapelle contient le retable du Très Pur Sang du XVIIIe siècle dédié au Christ. La chapelle du Très Pur Sang du Christ sert de baptistère.
Vers la fin de l'année 2018, une partie des peintures murales contenant les symboles de la Passion du Christ de la chapelle du Très Précieux Sang réalisées par le peintre catalan Josep Oromí i Muntada ont été restaurées.
La seconde chapelle latérale sur le mur du sud présente le retable de saint Martin datant d'entre 1600 et 1639. Une grille du  XIXe siècle, à l'origine placée face au maître autel, a été adaptée pour s'imbriquer dans cette chapelle. 
Sur le côté opposé, la première chapelle latérale de gauche contient un retable dédié à la Vierge, datant du XVIe siècle.
La chapelle suivante présente avec un retable dédié à saint Antoine, datant du XIXe siècle.
L'église possède un étendard grenat qui a été restauré en 2011 ; il n'est sorti que lors des occasions spéciales, comme la célébration de Noël, de Pâques, le Corpus Christi ou saint Roch. La bannière fut sortie lors des processions jusqu'aux années 1930. Il s'agit d'une toile de 4,3 mètres de long et 2,6 mètres de large, de couleur grenat cramoisi.
Le chœur est situé au fond de la nef au-dessus de la porte d'entrée. Sa rambarde qui date de 1649 a été restaurée. Les murs sont recouverts de peintures murales imitant la structure d’une rambarde en bois, encadrés par des motifs floraux.

## Galerie de photographies

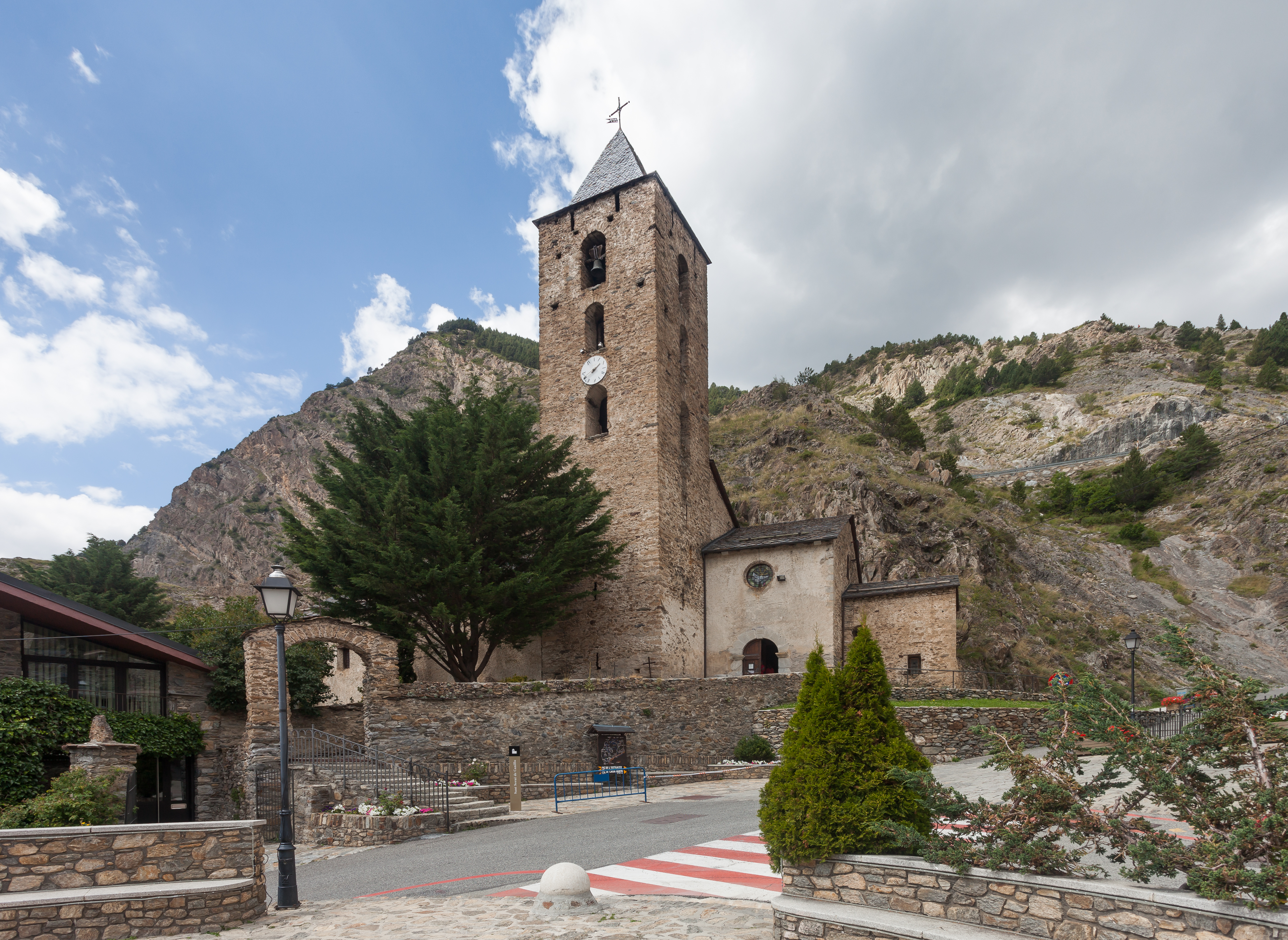
Vue vers le Roc del Quer
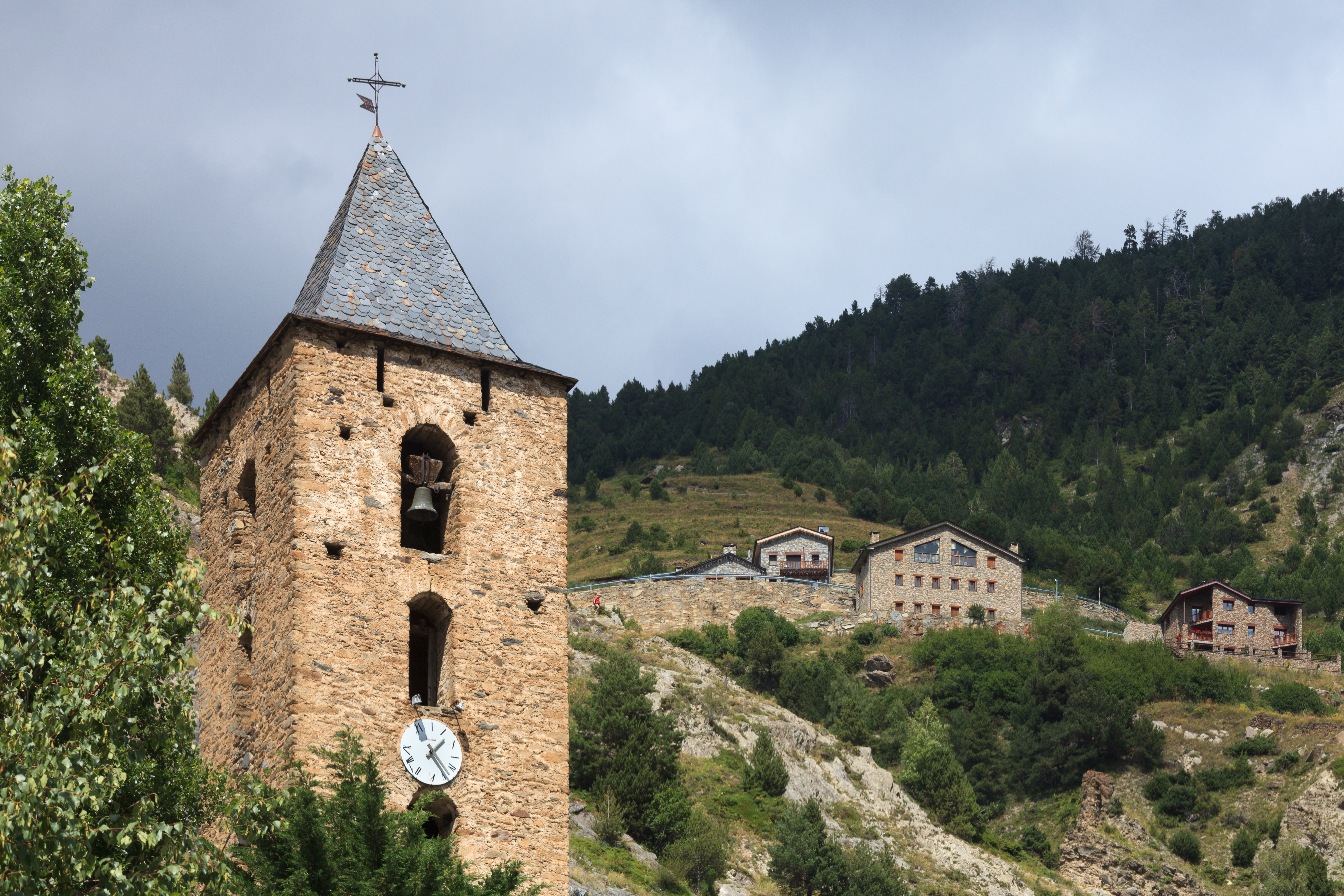
Le clocher-tour
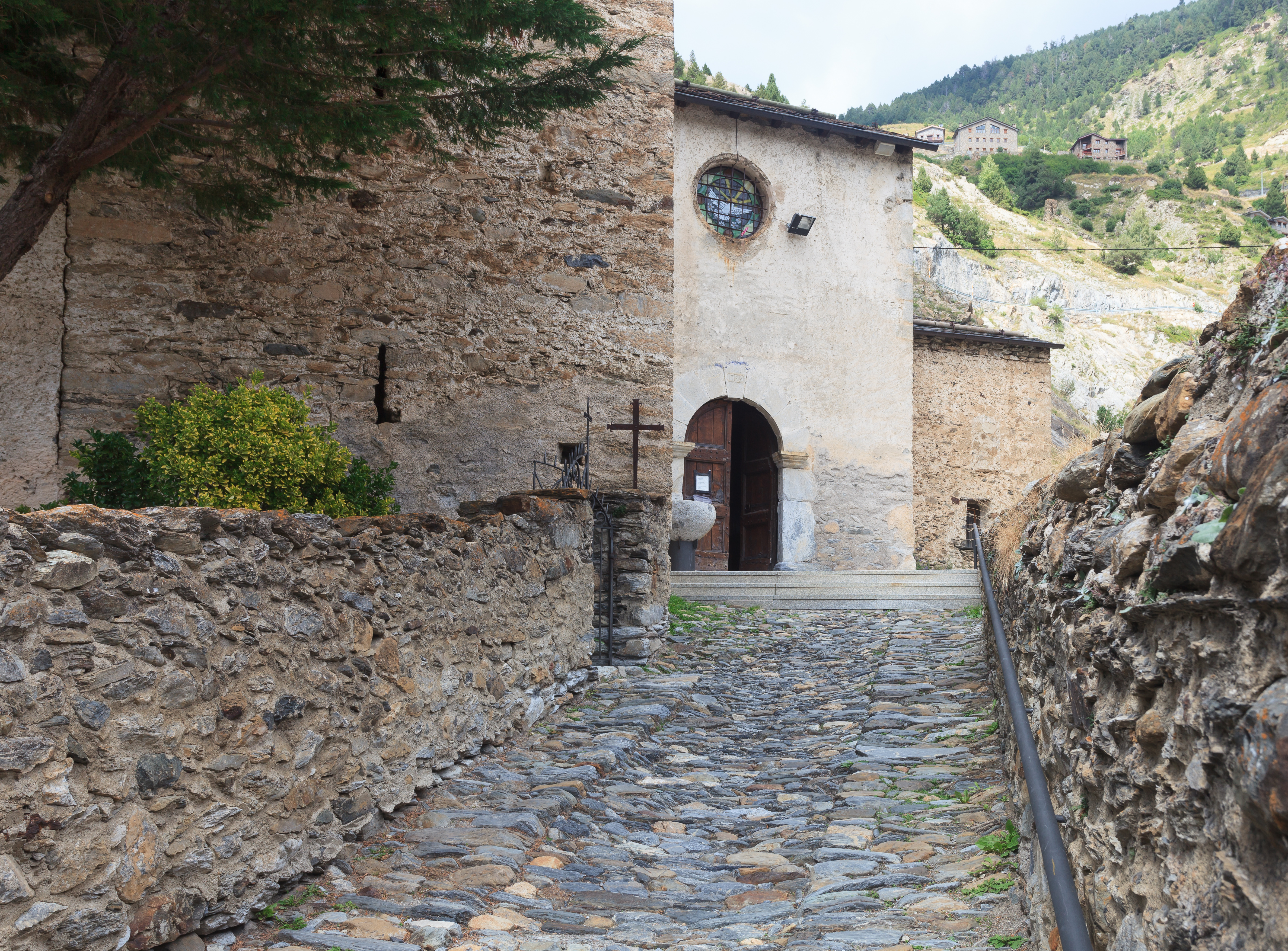
Montée vers le porche

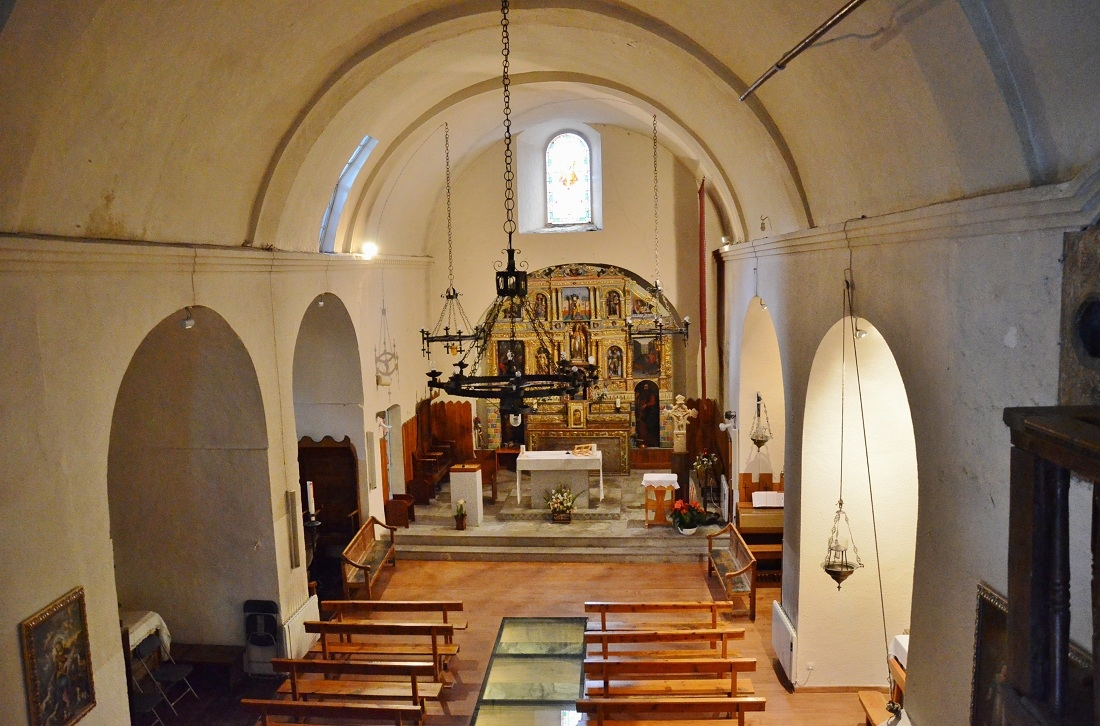
Le maître autel
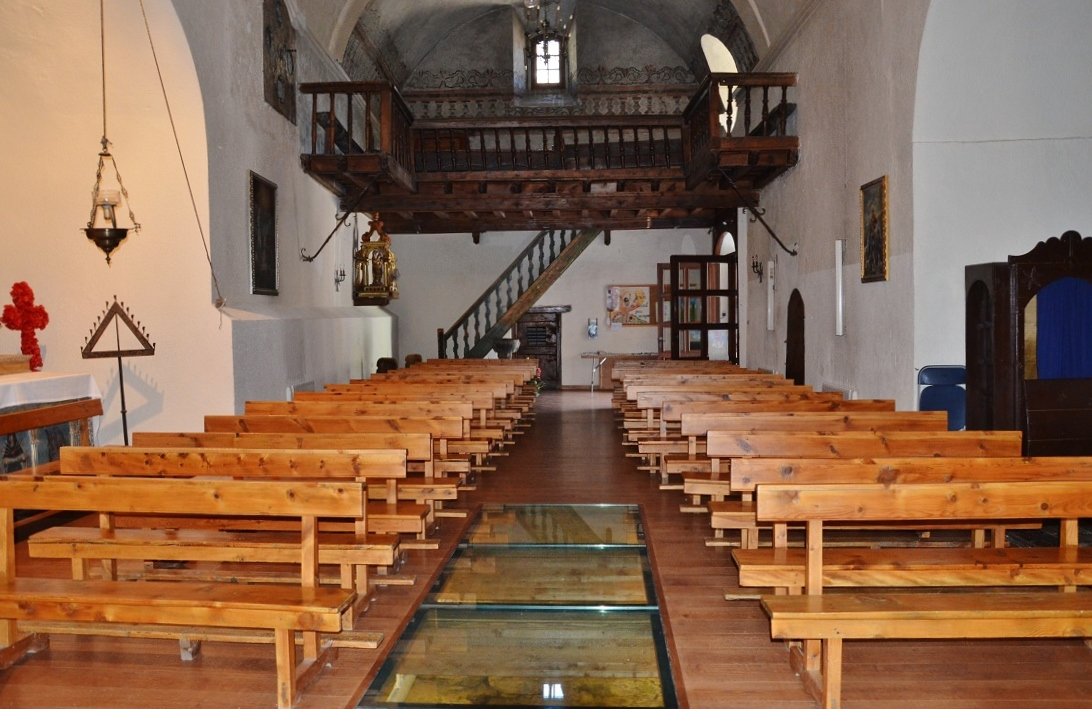
Vers le chœur et l'entrée
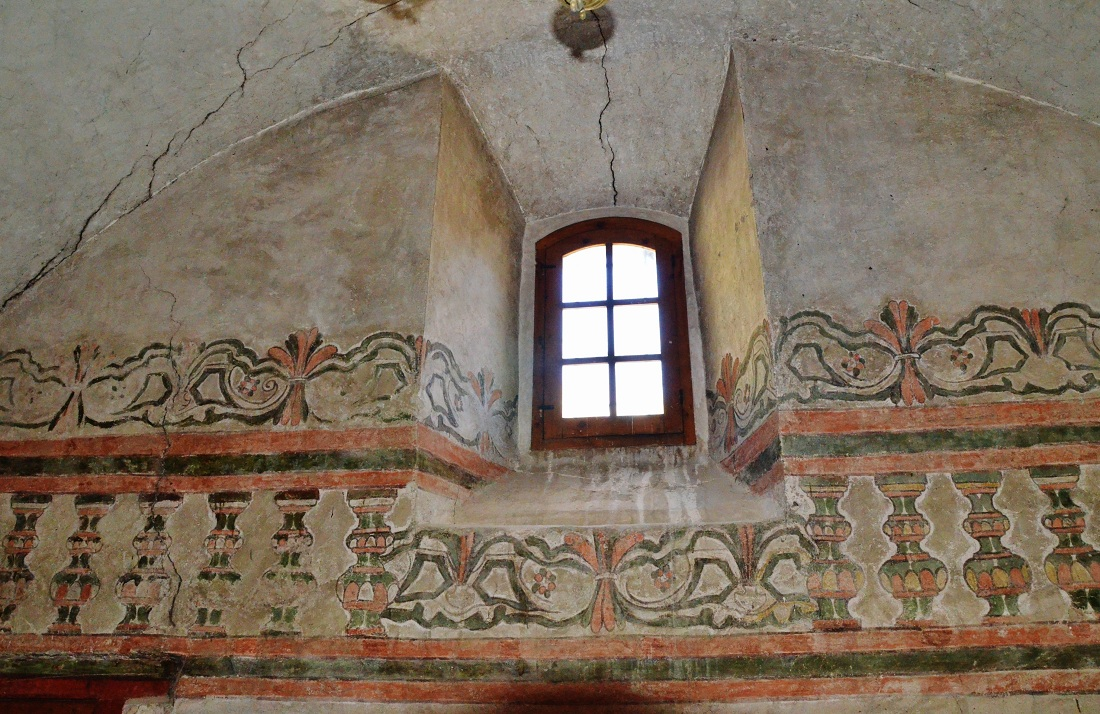
Les peintures murales du chœur
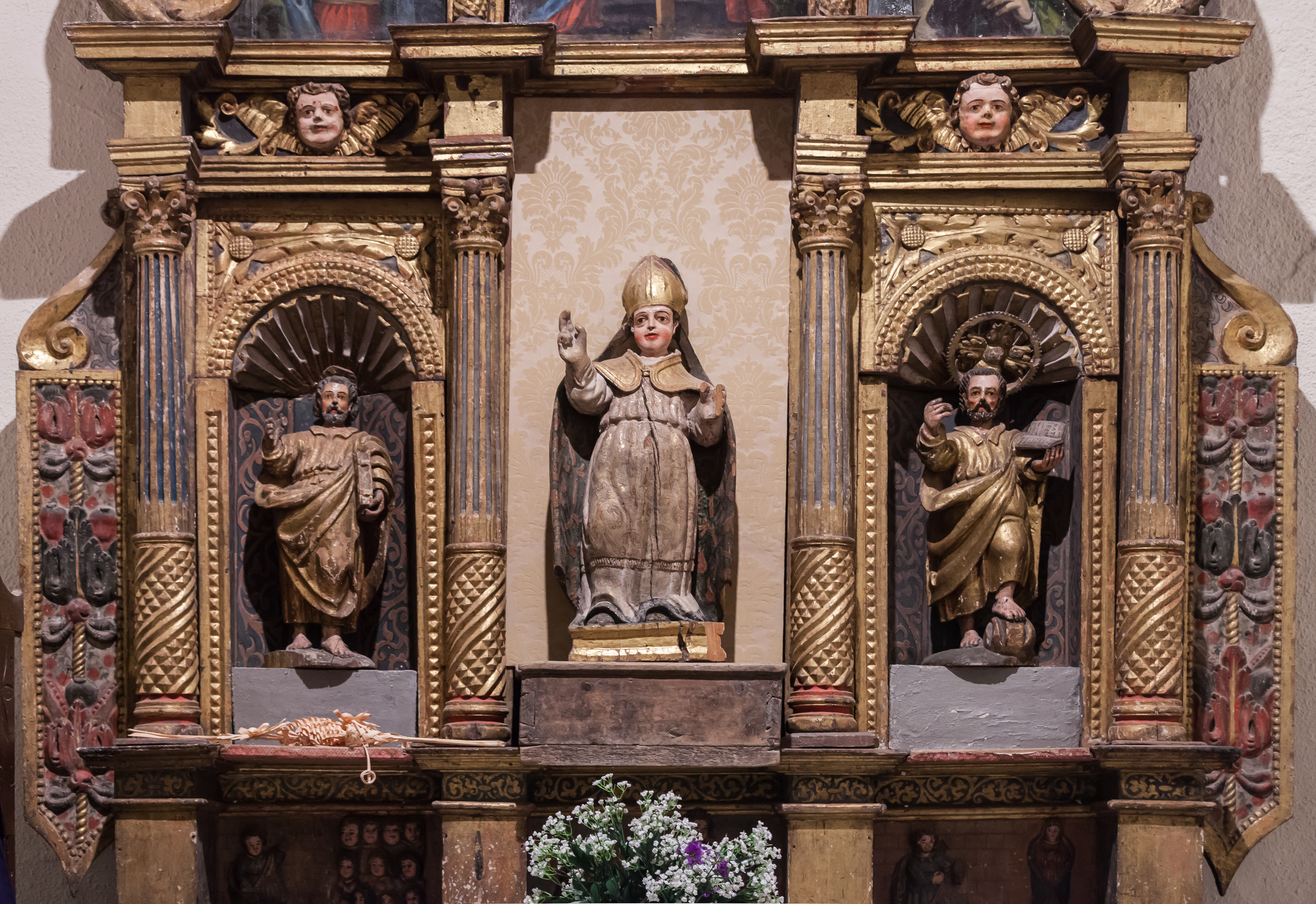
Le retable de saint Martin